# Applied Mathematics and Computation
Applied Mathematics and Computation is een internationaal, aan collegiale toetsing onderworpen wetenschappelijk tijdschrift op het gebied van de toegepaste wiskunde.
De naam wordt in literatuurverwijzingen meestal afgekort tot Appl. Math. Comput.
Het wordt uitgegeven door Elsevier en verschijnt tweewekelijks.
Het eerste nummer verscheen in 1975.